# Michael Edwardes
Sir Michael Owen Edwardes (* 11. Oktober 1930 in Port Elizabeth, Südafrika; † 15. September 2019 in der Nähe von London) war ein aus Südafrika stammender britischer Wirtschaftsmanager, der Vorstandsvorsitzender von Unternehmen wie Chloride Group, Leyland Motors und International Computers Limited war.

## Leben
Nach dem Besuch des St. Andrew’s College in Grahamstown begann Edwardes 1947 ein Studium an der Rhodes-Universität in derselben Stadt. 1951 wurde er in Afrika Mitarbeiter der 1891 gegründeten und in London ansässigen Chloride Group, Großbritanniens größtem Hersteller von unterbrechungsfreier Stromversorgung für Krankenhäuser und andere öffentliche Gebäude. 1966 nahm er innerhalb der Chloride Group seine erste Beschäftigung in Großbritannien auf, als er zunächst Kaufmännischer Direktor und später Geschäftsführer von Alkaline Batteries wurde, der kleinsten Tochtergesellschaft der Unternehmensgruppe. Dabei erwies er sich als vorausschauender Manager des schwächelnden Unternehmens durch die Benennung moderater Geschäftsziele und den Aufbau eines enthusiastischen Managementteams, um diese Unternehmensziele zu erreichen. Dies führte dazu, dass er 1974 zum Vorstandsvorsitzenden der Chloride Group berufen wurde.
1977 wurde Edwardes gebeten, den nach massiven wirtschaftlichen Problemen 1975 verstaatlichten Motorenhersteller British Leyland Motor Corporation (BLMC) zu sanieren, was aufgrund der unternehmerischen Fehlentwicklungen der vorangegangenen Jahre als nahezu unmöglich galt. Als Vorstandsvorsitzender gelang es ihm, durch straffe Unternehmungsführung und Durchsetzung hoher Erwartungen das Unternehmen zu sanieren, so dass es innerhalb der folgenden fünf Jahre zu einer von der britischen Regierung unter Premierministerin Margaret Thatcher unterstützten Reprivatisierung der Automobilindustrie kam. Dabei reduzierte er nicht nur den Vorstand von 13 auf 7 Vorstandsmitglieder, sondern ließ auch einen Großteil der Fabriken des Unternehmens schließen sowie den überwiegenden Teil der Belegschaft entlassen.
Für seine Verdienste wurde er 1979 zum Knight Bachelor erhoben und führte fortan den Namenszusatz „Sir“. Seine Erfahrungen während der Sanierung von BLMC veröffentlichte er in dem Buch Back from the Brink (1983).
Nach seinem Ausscheiden bei BLMC wurde er 1984 Vorstandsvorsitzender von International Computers Limited (ICL), trat von diesem Posten jedoch bereits sechs Monate später zurück, nachdem das Unternehmen von Standard Telephones and Cables (STC) übernommen worden war.

## Familie
Er heiratete 1958 die Psychotherapeutin und Anti-Apartheids-Aktivistin Mary Margaret Finlay (* 9. März 1938; † 13. Februar 1999). Das Paar wurde 1978 geschieden und hatte drei Töchter.

## Veröffentlichungen
- Back from the Brink. An apocalyptic experience. 1983, ISBN 0-00-217098-1.